# 1985 CF2
1985 CF2 är en asteroid i huvudbältet som upptäcktes den 13 februari 1985 av den belgiske astronomen Henri Debehogne vid La Silla-observatoriet.
Den har en diameter på ungefär 4 kilometer.